# بخش سوکما
بخش سوکما (به انگلیسی: Sukma district) یک منطقهٔ مسکونی در هند است که در Bastar Division واقع شده‌است. بخش سوکما ۵٬۸۹۷ کیلومتر مربع مساحت و ۲۵۰٬۱۵۹ نفر جمعیت دارد.